# Nova Brezovica
Nova Brezovica es un pueblo ubicado en el territorio de Vranje, en el distrito de Pčinja, Serbia.

## Superficie
Posee una superficie de 7,812 kilómetros cuadrados.

## Demografía
Hasta 2011 la población era de 81 habitantes, con una densidad de población de 10,37 habitantes por kilómetro cuadrado.